# Misericordia (novela)

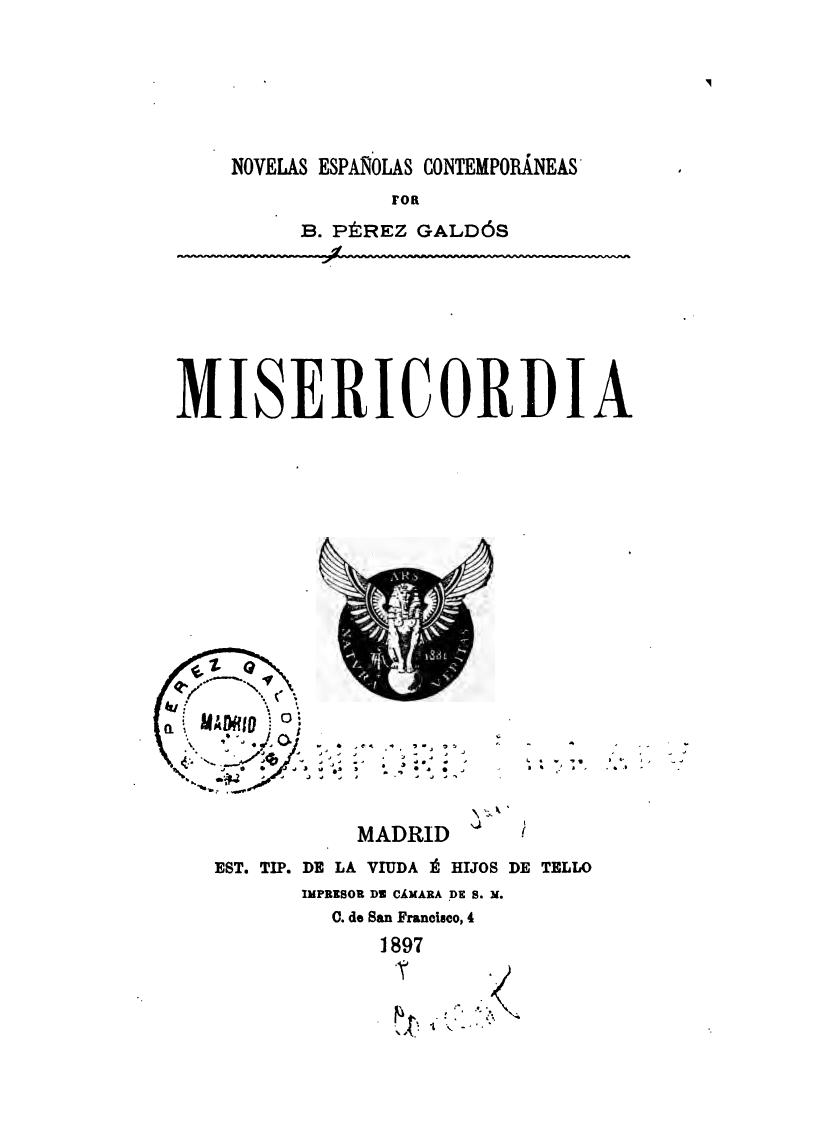
Portada de la edición de 1897

Misericordia es una novela del escritor español Benito Pérez Galdós publicada en la primavera de 1897, dentro del ciclo "espiritualista" de las "Novelas españolas contemporáneas". A la venta pocos días después de ser concluida, se publicaron fragmentos de promoción en El Imparcial y El Liberal que no fueron suficientes para evitar que cayera en el olvido; habrían de pasar más de treinta años para que se imprimiese una segunda edición.
Algunos críticos y galdosistas la consideran, junto a Fortunata y Jacinta una de las obras del autor con valores universales.
Ha sido llevada al teatro, la televisión y el cine en diferentes versiones.

## Argumento
Misericordia, cuyo título encierra un doble sentido, que si bien parece inspirado por el nombre de la popular institución de beneficencia, el Hospital de la Misericordia de Madrid, con más contundencia argumental hace referencia al supuesto atributo divino, encarnado en la piedad de su protagonista, la criada y mendiga Benina. Narra, en medio de un descarnado desfile de pordioseros, tullidos y demás menesterosos de los bajos fondos de la capital de España, las andanzas mendicantes de Benina y el ciego "Almudena".

### El otro Madrid
El Madrid galdosiano, escenario esencial y común a gran parte de las novelas ejemplares de Galdós, es en Misericordia un espacio físico y emocional que se desmorona. De entre sus ruinas, el escritor va rescatando con cariño —casi página a página— una interminable lista de supervivientes: burgueses miserables como doña Paca y sus hijos (Obdulia y Antoñito) salvados de la indigencia más penosa por una herencia casi surreal, y frente a ellos, en un halo de gloria, miserables mendigos, ciegos que saben ver y criadas.
En el prefacio a Misericordia en la edición de Nelson, Galdós informa sobre la identidad real de su personaje "Almudena":

"...por su facha y lenguaje parecía de estirpe agarena (...) Le llevé conmigo por las calles céntricas de Madrid, con escala en varias tabernas donde le invité a confortar su desmayado cuerpo con libaciones contrarias a las leyes de su raza. De este modo adquirí este tipo interesantísimo, que los lectores de Misericordia han encontrado tan real. Toda la verdad del pintoresco Mordejai es obra de él mismo, pues poca parte tuve yo en la descripción de esta figura".
Benito Pérez Galdós

## Análisis y consecuencia
Galdós, en la recta final de su producción novelística e inmerso por completo en el planteamiento, "espiritualista" del acto creador, abordó Misericordia en el cénit de su profesionalidad y honradez como escritor. Él mismo explicaba así sus planteamientos de partida:

"En Misericordia me propuse descender a las capas ínfimas de la sociedad matritense, describiendo y presentando los tipos más humildes, la suma pobreza, la mendicidad profesional, la vagancia viciosa, la miseria, dolorosa casi siempre, en algunos casos picaresca o criminal y merecedora de corrección. Para esto hube de emplear largos meses en observaciones y estudios directos del natural, visitando las guaridas de gente mísera o maleante que se alberga en los populosos barrios del sur de Madrid. Acompañado de policías escudriñé las "casas de dormir" de las calles de Mediodía Grande y del Bastero, y para penetrar en las repugnantes viviendas donde celebran sus ritos nauseabundos los más rebajados prosélitos de Baco y Venus, tuve que disfrazarme de médico de la Higiene municipal. No me bastaba esto para observar los espectáculos más tristes de la degradación humana, y solicitando la amistad de algunos administradores de las casas que aquí llamamos "de corredor", donde hacinadas viven las familias del proletariado ínfimo, pude ver de cerca la pobreza honrada y los más desolados episodios del dolor y la abnegación en las capitales populosas..."
Galdós, en el prólogo a la edición de Misericordia de 1913.

Joaquín Casalduero, en su ejemplar estudio de Misericordia, descubre las consecuencias del esfuerzo de Galdós, "...su amargo pesimismo al contemplar la realidad española, se deshace en ironía, optimismo y bondad al soñar en un futuro mejor".

## Versiones
- 1953: Versión cinematográfica por el realizador mexicano Zacarías Gómez Urquiza.[14]
- 1972: Versión teatral de Alfredo Mañas con dirección de José Luis Alonso estrenada en el Teatro María Guerrero de Madrid. Con María Fernanda D'Ocón y José Bodalo.[15] José Segura como Don Frasquito.
- 1973: Adaptación teatral para televisión, emitida por primera vez en Estudio 1 de TVE el 25 de abril de 1977.
- 2001: Reposición en el Teatro Albéniz de Madrid, dirigida por Manuel Canseco y con María Fernanda D'Ocón de nuevo en el papel de "Benina", y  José Segura como Don Frasquito, en homenaje a José Luis Alonso y Alfredo Mañas, ambos fallecidos ya.[16]
- 2019: Versión teatral de Miguel Ángel Martínez con dirección de Profetas de Mueble Bar estrenada en el Teatro Cuyás de Las Palmas de Gran Canaria.

## Estudios críticos
Como novela mayor en la obra de Benito Pérez Galdós, es abundante la documentación de referencia dedicada de modo específico a su análisis y comentario. No obstante, merecen especial mención:
- Gustavo Correa, «La santificación por la caridad en Misericordia» en El simbolismo religioso en las novelas de Pérez Galdós (Madrid, 1962), pp. 195-215;
- Denah Lida, «De Almudena y su lenguaje», Nueva Revista de Filología Hispánica, XV (1961), pp. 297-308;
- Joseph Schraibman, «Las citas bíblicas en Misericordia de Galdós», Cuadernos Hispanoamericanos 250-252 (1970-71), 490-504;
- John E. Varey, «Charity in Misericordia», Galdós Studies I (London, 1970), pp. 164-194;
- María Zambrano, La España de Galdós (Madrid, 1959), pp. 87-114.[18]

### Traducciones
Además de una temprana primera traducción al francés por Maurice Bixio en 1900 y otra de 1928 al checo, hay que anotar las dos de 1954 al italiano, una de 1962 al alemán y la de Tony Talbot al inglés aquel mismo año.